# Јован Туцаков
Јован Туцаков (Чуруг, 24. јануар 1905 — Београд, 22. септембар 1978) био је српски фармакогност и академик, писац првог уџбеника фармакогнозије на српском језику и великог броја монографија и књига чија су заједничка тематика лековите биљке. Објавио је преко 200 научних радова од којих велики број о лековитим биљкама и њиховој употреби у лечењу.
Завршио је два Фармацеутска факултета, један у Загребу 1928, а други у Француској, у Нансију, 1933. где је годину дана касније одбранио и докторску дисертацију. За редовног члана САНУ у Београду изабран је 1974. године, а Француске академије фармације 1965. и 1968. Академије за козметологију и дерматологију у Паризу.
Био је један од оснивача и управник Института за проучавање лековитог биља Др Јосиф Панчић као и дугогодишњи управник Института за фармакогнозију.
Сахрањен је у Алеји заслужних грађана на Новом гробљу.